# Campanile San Giorgio Maggiore
Le campanile San Giorgio Maggiore (Saint-Georges Majeur) de Venise est une tour campanaire, de 63 mètres de haut qui se trouve sur l'île de San Giorgio Maggiore face à la Piazzetta de Saint Marc. 

## Description
Ce campanile est une haute tour en briques rouges et en pierre d'Istrie blanche. Sa flèche verdie par le temps est très élancée et donne une belle verticalité à l'édifice. Elle est surmontée d'un ange. Le clocher possède six cloches qui retentissent toutes les demi-heures entre 7 heures et 21 heures.

## Histoire
Un premier campanile s'est écroulé en 1442 à la suite des dégâts dus à des vents violents. Il fut reconstruit quasiment à l'identique. Mais le 27 février 1774, il s'écroula de nouveau tuant un moine et en blessant deux autres. Reconstruit une dernière fois en 1791, ce troisième campanile est celui qui est encore visible aujourd'hui.

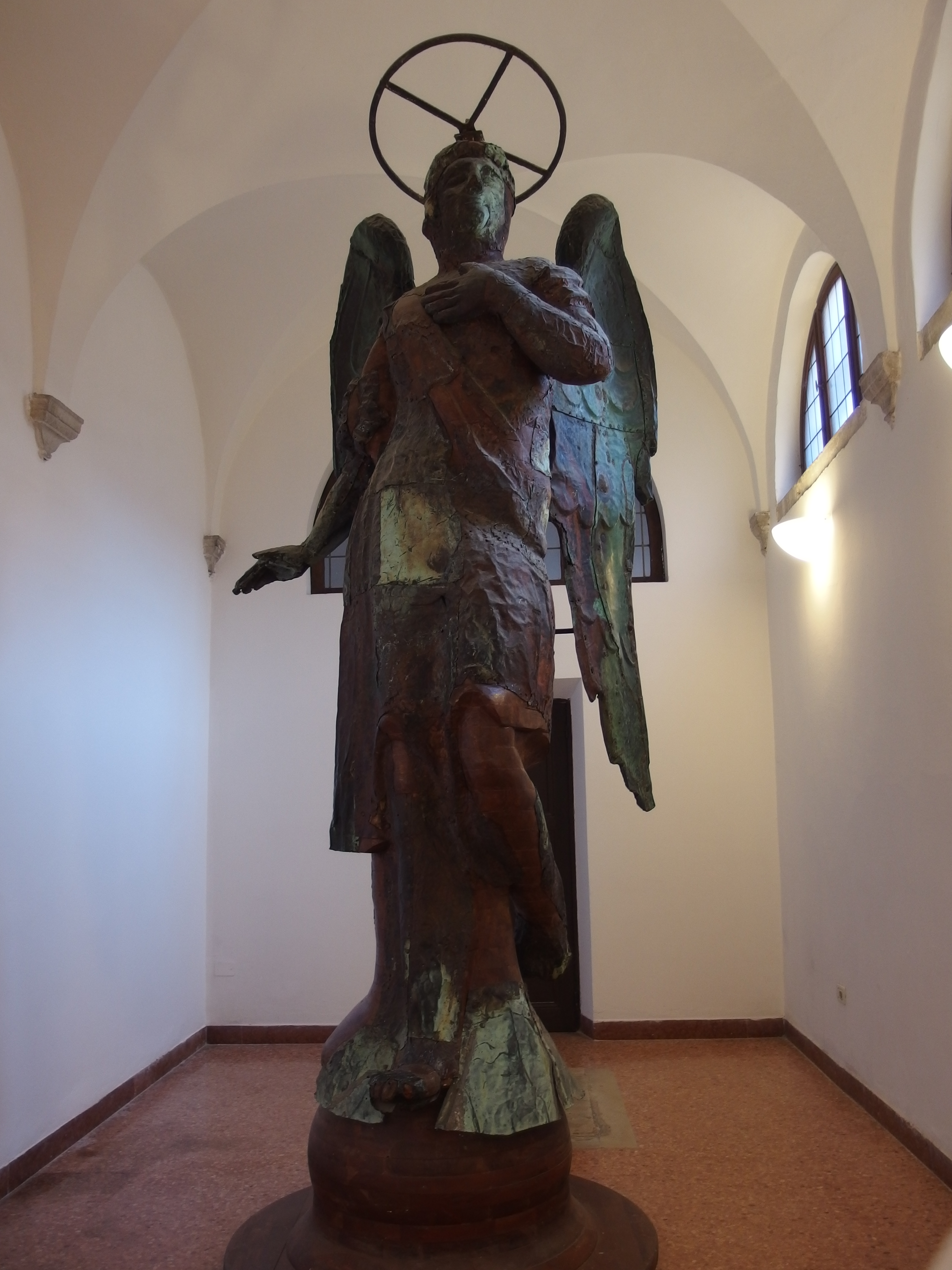
Statue de Saint Michael, frappée par la foudre le 5 septembre 1993.

Le 5 septembre 1993, alors qu'une cérémonie de mariage était en cours, la foudre a frappé la flèche du clocher de la basilique, brûlant l'ange en bois qui était placé dessus. Le corps en bois a été complètement carbonisé, tandis que les tôles de revêtement en cuivre ont subi une déformation importante et le détachement de plusieurs portions, à l'exception des ailes qui ont été épargnées. Après la restauration de l'ange et avant son placement définitif à l'intérieur de l'église, la statue restaurée a servi de modèle pour réaliser la copie en bronze qui domine désormais Venise du haut du clocher.

## Visite
Il s'agit du troisième plus haut campanile de Venise et l'un des deux seuls où l'on puisse encore monter avec celui de Saint Marc. On y accède en ascenseur via la basilique voisine. La vue depuis le campanile est une des plus belles de Venise.

## Source et lien externe
- http://www.e-venise.com/campaniles-venise/campanile_san_giorgio_di_maggiore_buratti.htm

Vue depuis le Campanile San Giorgio Maggiore